# Tapejara (kommun i Brasilien, Rio Grande do Sul, lat -28,06, long -52,01)
Tapejara är en kommun i Brasilien.   Den ligger i delstaten Rio Grande do Sul, i den södra delen av landet, 1 400 km söder om huvudstaden Brasília. Antalet invånare är 19 252.
Följande samhällen finns i Tapejara:
- Tapejara

Trakten runt Tapejara består till största delen av jordbruksmark. Runt Tapejara är det glesbefolkat, med 13 invånare per kvadratkilometer.